# Adirondack Frostbite
Adirondack Frostbite – amerykański klub hokejowy z siedzibą w Glens Falls, działający w latach 1999–2006. Występował w United Hockey League.